# Kristina Šmigun-Vähi
Kristina Šmigun-Vähi (nacida como Kristina Šmigun, Tartu, 23 de febrero de 1977) es una deportista estonia que compitió en esquí de fondo. 
Participó en cinco Juegos Olímpicos de Invierno, entre los años 1994 y 2010, obteniendo en total tres medallas, dos de oro en Turín 2006, en las pruebas 10 km y 15 km, y plata en Vancouver 2010, en los 10 km.
Ganó seis medallas en el Campeonato Mundial de Esquí Nórdico, en los años 1999 y 2003.

## Palmarés internacional
| Juegos Olímpicos   | Juegos Olímpicos       | Juegos Olímpicos  | Juegos Olímpicos |
| Año                | Lugar                  | Medalla           | Prueba           |
| ------------------ | ---------------------- | ----------------- | ---------------- |
| 2006               | Turín (Italia)         | Medalla de oro    | 10 km            |
| 2006               | Turín (Italia)         | Medalla de oro    | 15 km            |
| 2010               | Vancouver (Canadá)     | Medalla de plata  | 10 km            |
| Campeonato Mundial |                        |                   |                  |
| Año                | Lugar                  | Medalla           | Prueba           |
| 1999               | Ramsau (Austria)       | Medalla de plata  | 15 km            |
| 1999               | Ramsau (Austria)       | Medalla de bronce | 30 km            |
| 2003               | Val di Fiemme (Italia) | Medalla de oro    | 5 km + 5 km      |
| 2003               | Val di Fiemme (Italia) | Medalla de plata  | 10 km            |
| 2003               | Val di Fiemme (Italia) | Medalla de plata  | 10 km            |
| 2003               | Val di Fiemme (Italia) | Medalla de bronce | 30 km            |